# Marina and the Diamonds
Marina Lambrini Diamandis (født 10. oktober 1985), bedre kendt under kunstnernavnet Marina and the Diamonds, er født i Abergavenny i Wales. Hendes far er græsk og hendes mor er walisisk.
Marina's kunstnernavn består af hendes fornavn og efternavn Diamandis, hvilket er græsk og oversat Diamonds.
And the Diamonds delen referer til hendes fans, som hun skrev i sin MySpace ("I'm Marina, You are the Diamonds"), og er ikke et band som navnet ellers hentyder til.
Debutsinglen "Obsessions"/"Mowgli's Road" udkom i juni 2009. 
Hendes debutalbum The Family Jewels udkom 22. februar 2010.
Marina har flere gange arbejdet sammen med den danske musikvideoinstruktør Casper Balslev, der instrueret videoerne til singlerne "Primadonna", "Radioactive", "Power and Control", "Fear and loathing" og "Lies". 